# Astaffort
Astaffort település Franciaországban, Lot-et-Garonne megyében. Lakosainak száma 2002 fő (2022. január 1.). Astaffort Layrac, Gimbrède, Pergain-Taillac, Sempesserre, Cuq, Fals és Marmont-Pachas községekkel határos.

## Népesség
A település népességének változása:
| Lakosok száma | 1740 | 1835 | 1828 | 1989 | 2015 | 2063 | 2050 | 2031 | 2036 | 2002 |
|               | 1968 | 1982 | 1990 | 2006 | 2013 | 2015 | 2017 | 2019 | 2020 | 2022 |